# 烏克林
48°39′44″N 22°59′00″E / 48.66222°N 22.98333°E
烏克林（羅馬化：Uklyn）是位於烏克蘭西部外喀爾巴阡州穆卡切沃區波利亞納市鎮的村莊。該村面積0.65平方公里，海拔高度337米，2001年人口384，人口密度每平方公里588.96人。